# كيف ربحت الحرب
كيف ربحت الحرب (بالإنجليزية: How I Won the War)‏ هو فيلم دراما، وفيلم كوميديا سوداء ‏، وفيلم مقتبس من عمل أدبي ‏ أُصدر في 1967. الفيلم من إنتاج يونايتد آرتيست، وتولّت يونايتد آرتيست توزيعه، وهو من إخراج ريتشارد ليستير.

## القصة
يقود قائد بريطاني غير كفؤ في الحرب العالمية الثانية قواته خلال سلسلة من المغامرات في شمال إفريقيا وأوروبا
تتلاشى القصة في الغالب في ذكريات الماضي للملازم جودبودي الذي لديه بدايات وتعليمًا من الطبقة الدنيا مما يجعله ضابطًا فقيرًا يقود واحدة من أسوأ وحدات الجيش.

## طاقم التمثيل
- مايكل كروفورد
- Charles Dyer (playwright) [الإنجليزية]‏
- آليكسندر نوكس
- جيمس كوزانز
- جاك هيدلي
- كينيث كولي
- Jack May [الإنجليزية]‏
- Paul Daneman [الإنجليزية]‏
- شيلا هانكوك
- Ronald Lacey [الإنجليزية]‏
- Karl Michael Vogler [الإنجليزية]‏
- روي كينير
- جون لينون
- روبرت هاردي
- Jack MacGowran [الإنجليزية]‏
- Lee Montague [الإنجليزية]‏
- مايكل هورديرن  [لغات أخرى]‏
- Peter Graves, 8th Baron Graves [الإنجليزية]‏

## وصلات خارجية
- كيف ربحت الحرب على موقع IMDb (الإنجليزية)
- كيف ربحت الحرب على موقع الموسوعة البريطانية (الإنجليزية)
- كيف ربحت الحرب على موقع روتن توميتوز (الإنجليزية)
- كيف ربحت الحرب على موقع نتفليكس (الإنجليزية)
- كيف ربحت الحرب على موقع قاعدة بيانات الأفلام العربية
- كيف ربحت الحرب على موقع ألو سيني (الفرنسية)
- كيف ربحت الحرب على موقع Turner Classic Movies (الإنجليزية)
- كيف ربحت الحرب على موقع أول موفي (الإنجليزية)
- كيف ربحت الحرب على موقع فيلمافينيتي (الإسبانية)
- كيف ربحت الحرب على موقع قاعدة بيانات الأفلام السويدية (السويدية)